# رياض شهيد
أ.د. رياض شهيد الباهلي فنان عراقي ممثل ومخرج ومنتج للعديد من الأعمال في السينما والمسرح والتلفزيون.

## حياته
ولد في محافظة القادسية (الديوانية) محل سكنه ونشأته الأولى ثم غادرها إلى بغداد العاصمة طالباً في أكاديمية الفنون الجميلة، وهناك بدأ مشواره الفني في العديد من الأعمال الفنية، أصبح لاحقاً دكتوراً تدريسياً في الكلية نفسها بجامعة بغداد، كما تولى عدة مناصب إدارية في ميادين الثقافة والأعلام.

## السيرة الذاتية

###### التحصيل الدراسي
- بكالوريوس علوم مسرح (الأول على دفعته) جامعة بغداد 1980.
- ماجستير إخراج مسرحي (بدرجة جيد جداً) جامعة بغداد 1983.
- دكتوراه سيمياء هندسة الضوء والليزر (بدرجة امتياز) جامعة بغداد 1996.
- لقب أستاذ مساعد جامعة بغداد 2009.
- لقب أستاذ (بروفيسور) جامعة بغداد 2015.

###### المناصب والخبرات
- أستاذ في كلية الفنون الجميلة ــ جامعة بغداد 1985-2023
- مدير السينما العراقية - عضو مجلس إدارة دائرة السينما والمسرح - وزارة الثقافة 1997-2001.
- مدير المسارح العراقية - نائب رئيس مجلس إدارة دائرة السينما والمسرح - وزارة الثقافة 2001-2003.
- مهام مدير عام دائرة السينما والمسرح - وزارة الثقافة 2003 ـ 2004.
- مدير عام قناة الجامعية الفضائية ومؤسسها - وزارة التعليم العالي والبحث العلمي 2009-2014.[10]
- عضو مؤسس في اللجنة العليا لشؤون الإنتاج الاعلامي العربي 1999.
- عضو المؤتمر التأسيسي لإتحاد المنتجين العرب 2002.
- عضو مؤسس لإتحاد المنتجين العراقيين 2004.
- عضو مجلس إدارة دار الشؤون الثقافية العامة - وزارة الثقافة 2007-2015.
- مدير الفرقة القومية للتمثيل - دائرة السينما والمسرح 2002.
- مدير علاقات قسم الاعلام - وزارة التعليم العالي والبحث العلمي 2004.
- مستشار جريدة العراقية المستقلة 2025.
- مدير تحرير مجلة شرق دجلة.
- المشرف العام لمجلة روز ميديا 2009.
- أحد كوادر قناة السومرية الفضائية في فترة تأسيسها.
- اصدر كتابين بالعناوين التالية :

1. سيمياء الضوء في العرض المسرحي.[11]
2. تحولات العرض المسرحي من الإيهام ألى التحريض.[12]

- عضو لجنة المسرح العراقي.
- عضو نقابة الفنانين العراقيين.
- عضو نقابة الصحفيين العراقيين.
- عضو اتحاد المسرحيين العراقيين.
- عضو فرقة المسرح الفني الحديث.[13]
- عضو اتحاد رجال الأعمال العراقيين.
- عضو مؤسس لنادي السينما العراقي.
- عضو مؤسس ثانوية ميسلون الأهلية.
- مشمول بقانون رعاية العلماء 2001.
- عضو ورئاسة لجان تحكيم في عدة مهرجانات عراقية وعربية.
- نشر العديد من البحوث العلمية في المجلات الاكاديمية المحكمة.[14]
- اشرف على العديد من رسائل ماجستير وأطاريح دكتوراه.
- رئاسة وعضوية عدة لجان مناقشة لرسائل الماجستير وأطاريح الدكتوراه في الجامعات العراقية.
- رئيس لجنة تأليف دليل جامعات ودوائر وزارة التعليم العالي والبحث العلمي 2013.
- رئيس الشعبة المسرحية لنقابة الفنانين العراقيين - الدورة الانتخابية 1994.
- رئيس الرابطة الشبابية لثقافة حقوق الإنسان منذ عام 2007.
- امين سر الشعبة المسرحية لنقابة الفنانين - الدورة الانتخابية 1996.
- امين عام الثقافة والاعلام في رابطة الرافدين لحقوق الإنسان.
- له العديد من المقالات الصحفية والنقدية.

- اخرج وانتج العديد من الافلام التلفزيونية والسينمائية.[15]
- اخرج وانتج العديد من الاعلانات التلفزيونية.
- خريج دورة الاخراج التلفزيوني - دائرة السينما والمسرح 1988.
- نال العديد من الجوائز والشهادات التقديرية المحلية والدولية للأعمال التي قدمها.

## أعمال الإذاعة والتلفزيون

###### شارك ببطولة ما يزيد عن 40مسلسل تلفزيوني.. منها
- مسلسل الأماني الضالة - اخراج حسن حسني.
- مسلسل رجال الظل - اخراج صلاح كرم.
- مسلسل ذئاب الليل - الجزء الثاني إخراج نبيل يوسف.
- مسلسل عالم الست وهيبة الجزء الثاني - اخراج سامر حكمت.[16]
- مسلسل النخلة والجيران - إخراج جمال عبد جاسم.[17]
- مسلسل أيام التحدي - إخراج فارس طعمة التميمي.
- مسلسل الملاذ آمن - إخراج فلاح زكي.
- مسلسل اقتحام اخراج - مهند ابو خمرة.[18]
- مسلسل اسد بابل - إخراج - حسن الماجدي.[19]
- مسلسل بشائر - إخراج - طارق الحمداني.
- مسلسل صابر - اخراج - حسين التكريتي.
- مسلسل اوتار ودموع - إخراج رجاء كاظم.
- مسلسل المصير القادم - إخراج عزام صالح.[20]
- مسلسل الوصية - إخراج اكرم كامل.
- مسلسل سيد البيت - إخراج كارلو هارتيون.

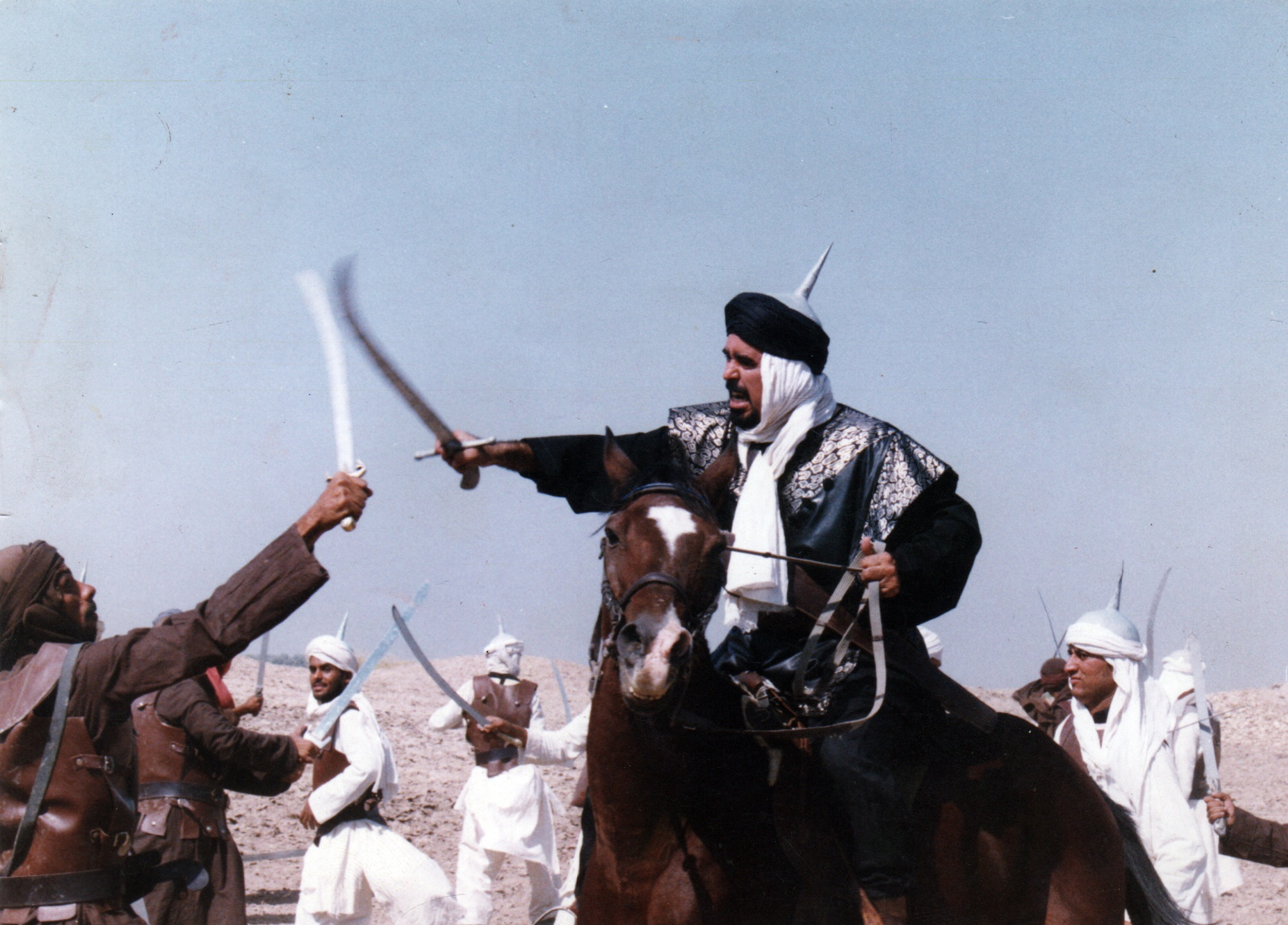
من مسلسل ايام العرب

- مسلسل لقاء في الذاكرة - إخراج فيصل الياسري.
- مسلسل عمر بن ابي ريبعة - إخراج عماد بهجت.
- مسلسل نفوس مهشمة - إخراج نزار شهيد الفدعم.
- مسلسل الخطوة الواثقة - إخراج علي الانصاري.
- مسلسل ايام العرب - بشخصية خالد بن الوليد - اخراج جمال عبد جاسم.
- مسلسل مناوي باشا - ج3 - بشخصية الرئيس العراقي السابق عبد السلام عارف - إخراج اركان جهاد.

###### مثل بطولة العديد من الأعمال الاذاعية منها:
- مسلسل الحسين.. صوت الطهر - بشخصية الامام الحسين (ع) - إخراج محمد المسعودي.[21]
- مسلسل نور النبوة - إخراج الفنان غانم حميد.[22]
- مسلسل السلطان عبيد - بشخصية السلطان عبيد

###### معد ومقدم لعدة برامج تلفزيونية منها:
- برنامج ادم وحواء - قناة السومرية.
- برنامج السينما العراقية - قناة السومرية.
- برنامج portrait بورتريت - قـنـاة بـلادي.

## أعمال السينما

###### مثل العديد من الافلام.. منها
- فيلم الفارس والجبل - إخراج محمد شكري جميل 1987.[23]
- فيلم شيء من القوة - إخراج كارلو هاريتون 1988.[24]
- فيلم سحابة صيف - إخراج صبيح عبد الكريم 1989.[25]
- فيلم قطار 2001 - إخراج نزار شهيد الفدعم 1993.
- فيلم الدمية إخراج - اكرم كامل 1995.
- فيلم زرياب إخراج - طارق الحمداني.
- فيلم الشوارع الخلفية - إخراج اركان جهاد 1999.
- فيلم صمت الورود - إخراج رجاء كاظم 1999.[26]

## أعمال المسرح

###### اخرج للمسرح العديد من الأعمال.. منها

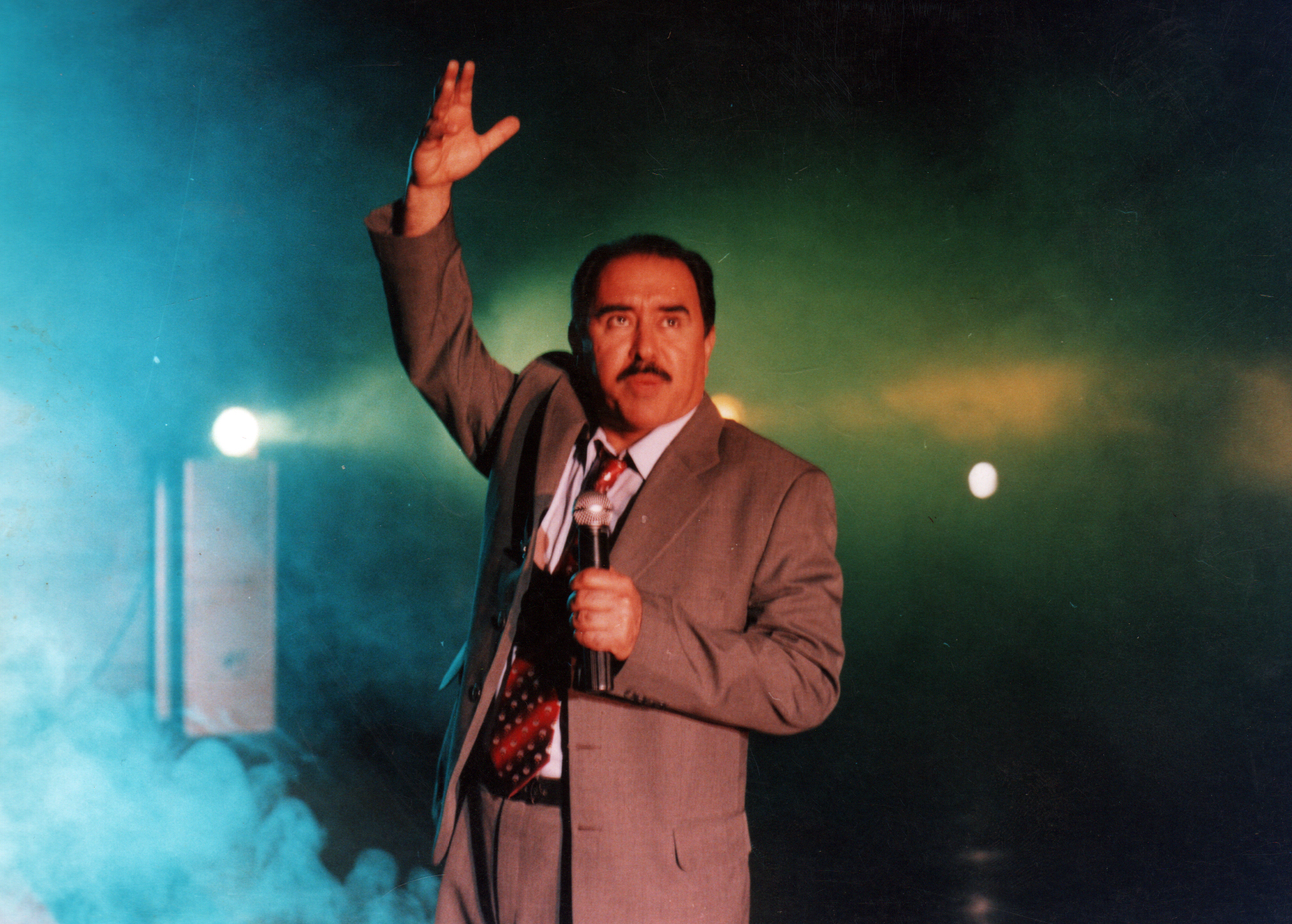
المسرح الوطني

- مسرحية تفاحة القلب - تأليف فلاح شاكر - دائرة السينما والمسرح.
- مسرحية البيان والتبين - تأليف كريم جمعة - مهرجان بغداد المسرحي.
- اوبريت الملا عثمان الموصلي اربيل - دائرة الفنون الموسيقية.
- اوبريت عروس العصور - مهرجان المصالحة الوطنية.
- مسرحية فلك اسود - تاليف علي عبد النبي الزيدي - وزارة الثقافة.
- مسرحية نديمكم هذا المساء - تأليف عادل كاضم - فـرقة الفـن المسرحي الـحديـث.
- مسرحية طريق الحرية - تأليف حامد الملكي - احتفالية يـوم الـعـراق - رئاسة الوزراء.
- اوبريت زرياب الأول ربيل - الثاني بغداد - دائرة الفنون الموسيقية.
- فعاليات احتفال يوم بغداد - تاليف عبد الراق عبد الواحد الحان طالب القرغولي - وزارة الثقافة.

مثل للمسرح العديد من الأعمال.. منها
- مسرحية النخلة والجيران إخراج محسن هادي - الديوانية 1977.
- مسرحية لعبة الحب إخراج قاسم محمد - بغداد 1989.
- مسرحية حياة غاليلو إخراج عوني كرومي - بغداد 1978.
- مسرحية اللعبة إخراج فاضل خليل - القاهرة 1989.
- مسرحية منشور علني إخراج غانم حميد - دمشق 2004.

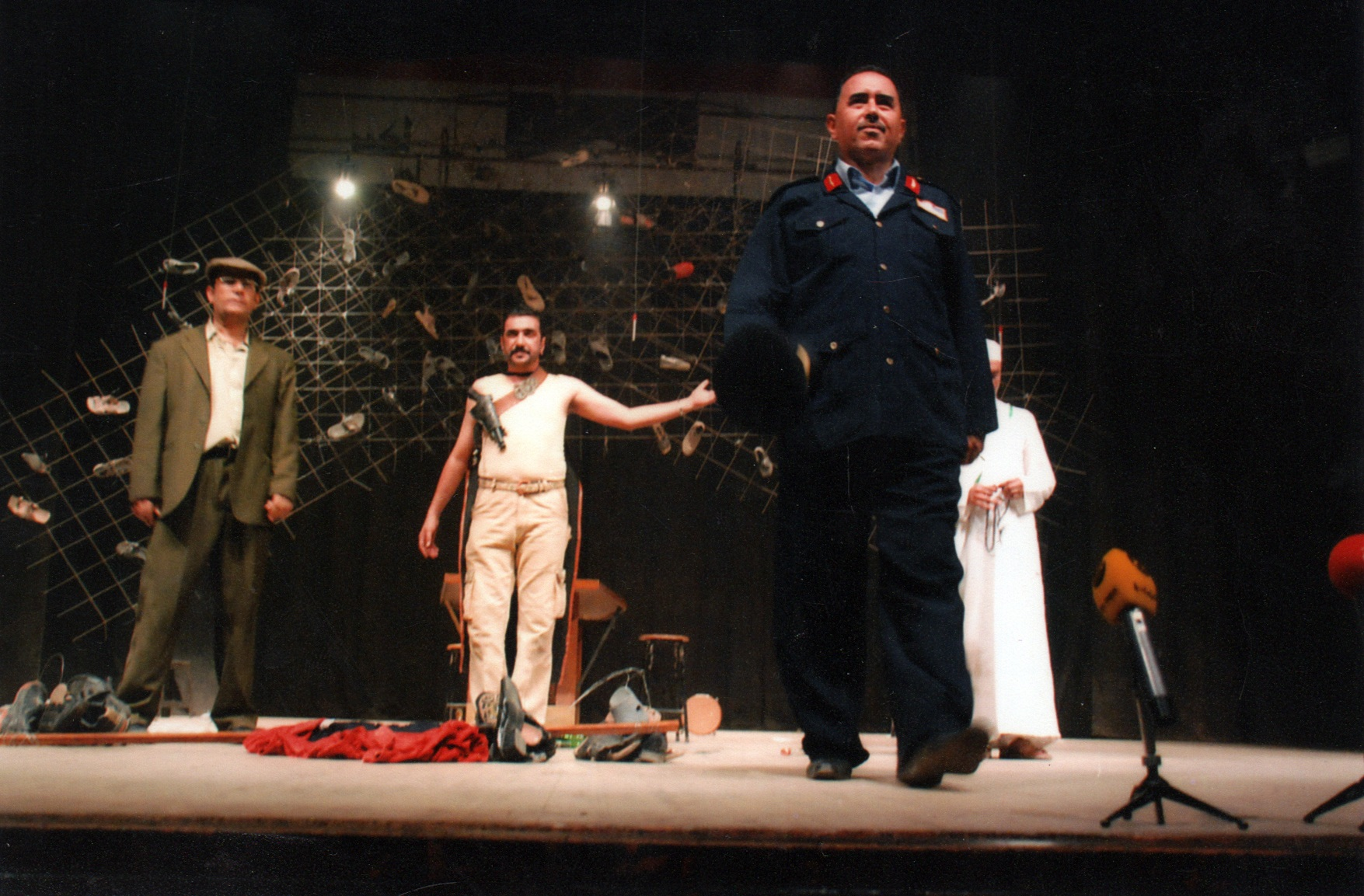
مسرحية الاسكافي

- مسرحية الاسكافيمسرحية دزدمونة إخراج إبراهيم جلال - بغداد 1990.
- مسرحية خيط البريسم إخراج فاضل خليل / بغداد 1986.
- مسرحية الاخوة كرامازوف إخراج حميد محمد جواد - بغداد 1980.
- مسرحية ثورة الموتى إخراج محسن العزاوي - بغداد 1990.
- مسرحية الإسكافي إخراج عقيل مهدي - بغداد 2009.
- مسرحية حصان الدم إخراج جبار جودي - بغداد 2007.

## المهرجانات

###### شارك في العديد منالمهرجاناتالمحلية والعربية والدولية في مجال المسرح والسينما والتلفزيون.. منها
- مهرجان القاهرة السينمائي الدولي 1987.
- مهرجان مسرح الرور في ألمانيا 2002.
- مهرجان لندن للكتاب.
- مهرجان الإسكندرية السينمائي 1990.
- مهرجان المسرح المغربي 1988.
- مهرجان المسرح الطلابي في سوريا.
- مهرجان بغداد المسرحي عدة دورات.
- مهرجان المسرح الأردني عدة دورات.
- مهرجان قرطاج المسرحي في تونس 1989.
- مهرجان القاهرة للإذاعة والتلفزيون 2001/1999.
- مهرجان الاسبوع الثقافي العراقي في الإمارات العربية 2009.
- مهرجان المسرح التجريبي في القاهرة 2008/2002/1990/1989.

## أعمال الإنتاج

###### انتج وعمل منتج منفذ لعدة أعمال درامية.. منها
- مسلسل الوان الرماد - إخراج كارلو هارتيون 2005 / منتج منفذ.
- فيلم العد التنازلي - إخراج محمد شكري جميل 2002 / منتج منفذ.[27]
- مسلسل أيام التحدي - إخراج فارس طعمة التميمي 2001 / منتج منفذ.[28]
- فيلم الشوارع الخلفية - إخراج اركان جهاد 2000 / منتج منفذ.
- فيلم حفر الباطن - إخراج سلام الأعظمي 2001 / منتج منفذ.
- مسلسل اوتار ودموع - إخراج رجاء كاظم 1999 / منتج منفذ.
- مسلسل للطفولة - إخراج فيصل الياسري 1997 / منتج منفذ.
- مسلسل رأس الرياح - إخراج هاشم أبو عراق 1999 / منتج منفذ.
- مسلسل سواري - إخراج رجاء كاظم 1996 / انتاجه الخاص.
- فيلم الدمية إخراج - اكرم كامل 1995 / انتاجه الخاص.